# Oblężenie Fellina
Oblężenie Fellina - wydarzenie, które miało miejsce w dniach 25 marca – 17 maja 1602 podczas wojny polsko-szwedzkej 1600-1611.

## Opis
Dowodzący Tatarskimi 
siłami Rzeczypospolitej w Inflantach hetman wielki koronny Jan Zamoyski postanowił wznowić działania dopiero wiosną, a jako pierwszy cel dla swej uszczuplonej armii (5000 żołnierzy) wybrał Fellin. Pod bronioną przez 800 Inflantczyków twierdzę 25 marca przybyła straż przednia wojsk koronnych dowodzona przez Stanisława Żółkiewskiego. Siły główne przybyły kilka dni później, jednak do czasu nadejścia ciężkiej artylerii (19 kwietnia) ograniczyły się jedynie do blokowania fortecy. Gdy wyłomy w murach miasta osiągnęły odpowiednią wielkość, 4 maja wojska polskie ruszyły do szturmu. Wkrótce miasto zostało opanowane przez piechotę i Kozaków zaporoskich, a Szwedzi wycofali się do zamku, gdzie kontynuowali obronę.
Kolejny szturm, tym razem na zamek, podjęto 16 maja, a w trakcie zażartych walk poległo wielu polskich żołnierzy (wśród nich śmiertelnie ranny został wojewoda wendeński Jerzy Farensbach). Ostatecznie szturm został odparty, ale gdy następnego dnia Zamoyski zamierzał rzucić swe wojska do kolejnego ataku, obrońcy zamku zgodzili się na kapitulację. Jedynie garstka Finów nie chciała pogodzić się z porażką i wysadziła się w powietrze. Po pozostawieniu załogi Zamoyski z resztą armii (już tylko 2000 żołnierzy) ruszył na Biały Kamień.

## Galeria

Rekonstrukcja zamku Fellin
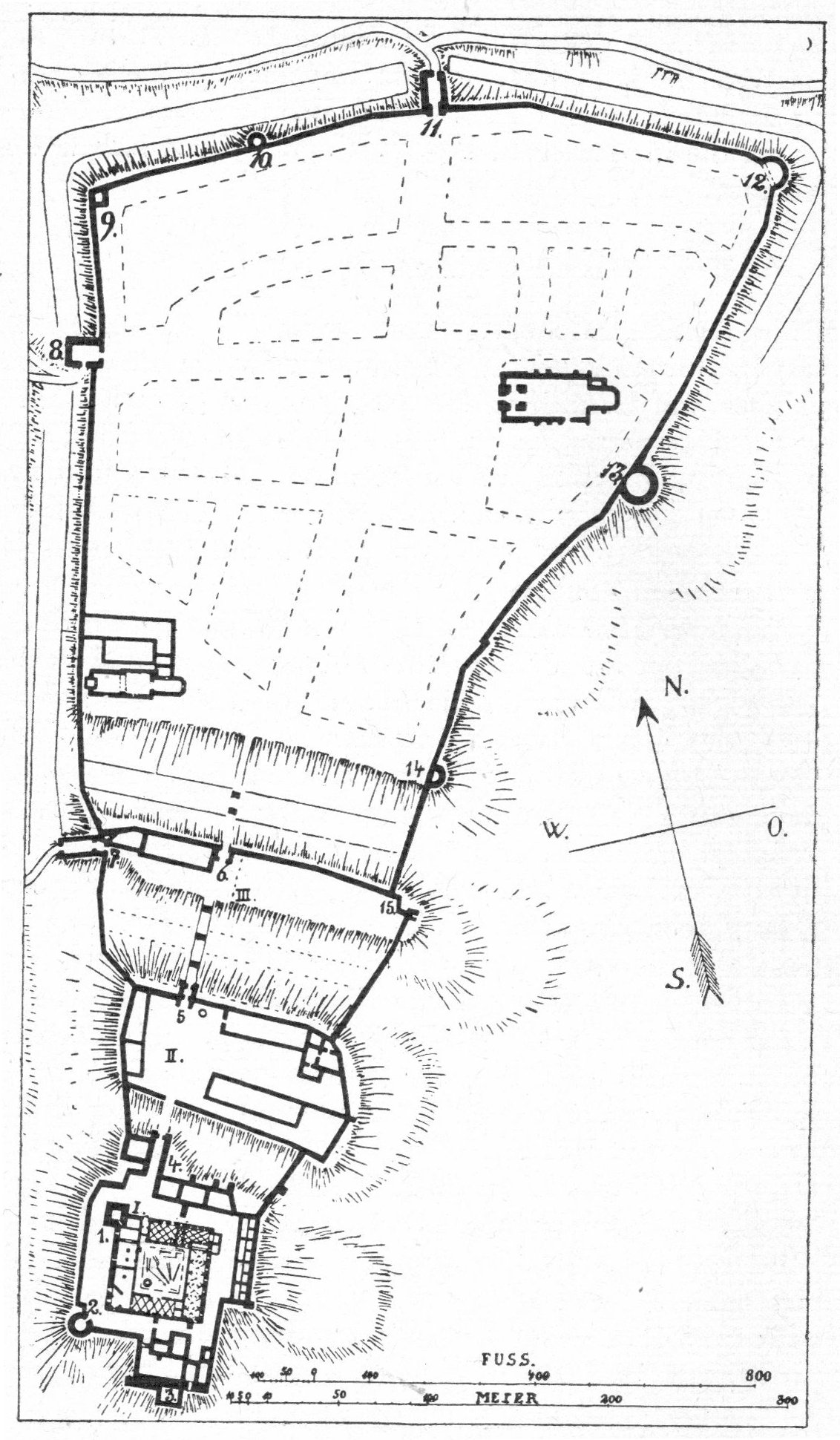
Plan miasta i zamku
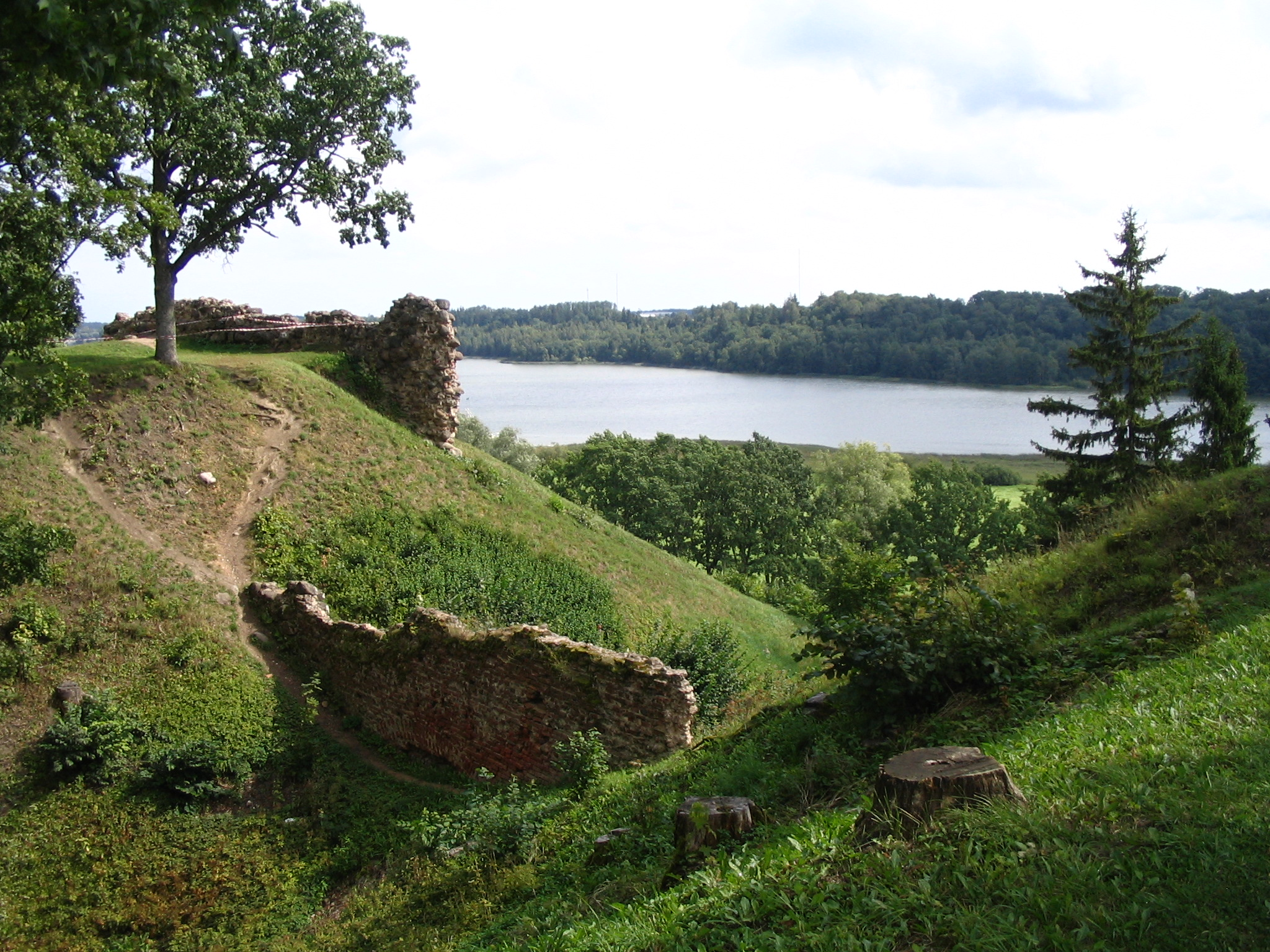
Ruiny zamku
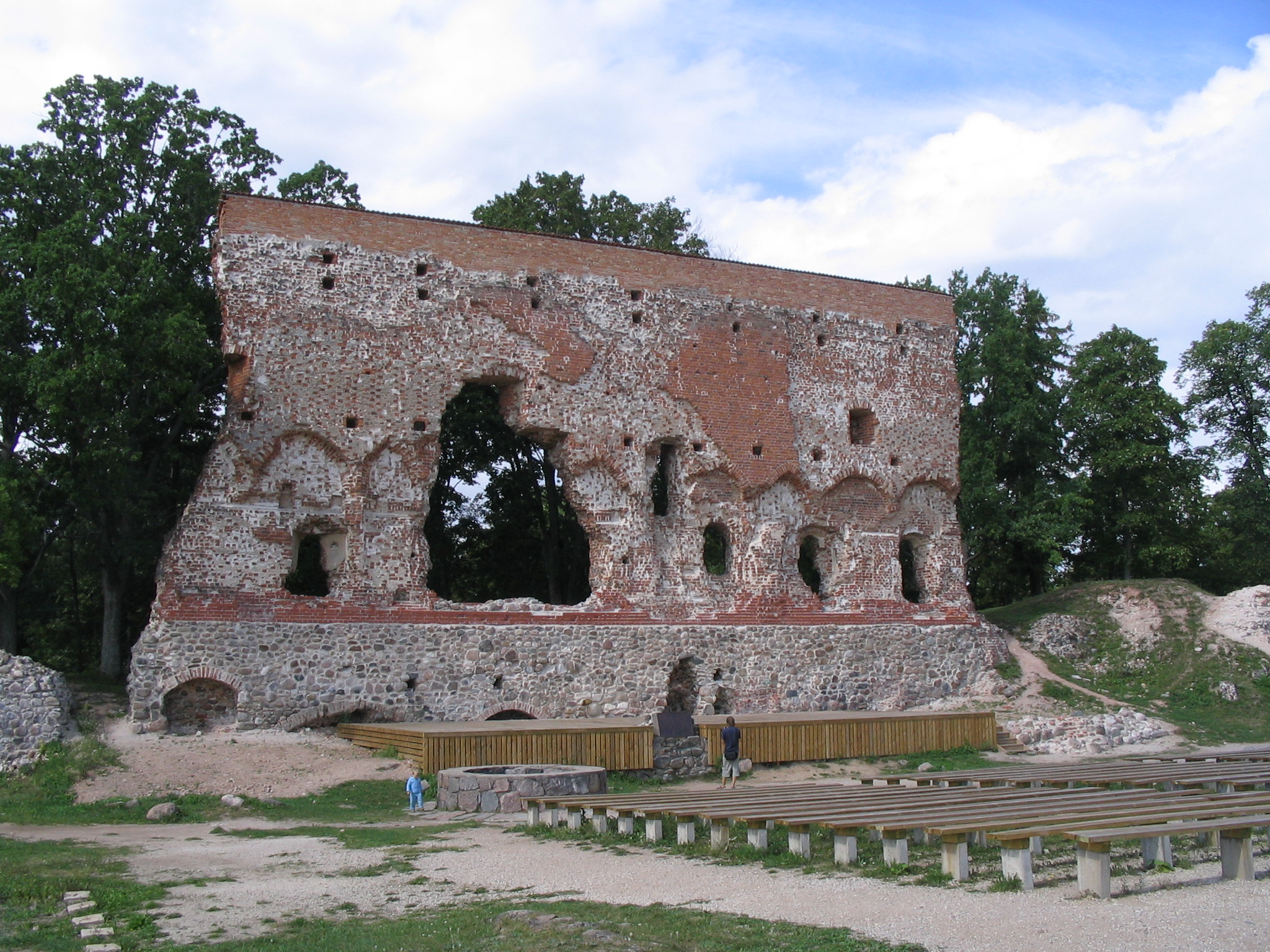
Ruiny zamku